# Mount Auburn Cemetery (Massachusetts)
Der Mount Auburn Cemetery wurde 1831 errichtet und war der erste in eine Landschaft eingebettete Friedhof in den Vereinigten Staaten. Er liegt zwischen Cambridge und Watertown in Massachusetts, rund 6,4 km westlich von Boston.
Die hügeligen Landschaft des Mount Auburn Cemetery mit ihren zahlreichen Grabmälern im klassischen Stil bezeichnet einen deutlichen Bruch mit den früheren Friedhöfen, die oft direkt an der Kirche lagen. Der Name cemetery, der sich vom griechischen κοιμητήριον koimētērion, „Schlafplatz“, ableitet, sollte gegenüber dem damals gebräuchlicheren graveyard („Gräberhof“), eine sanftere Vorstellung vom Tod zum Ausdruck bringen.
Der Friedhof ist etwa 70 ha groß und ist für seine historischen Aspekte und das Arboretum bekannt. Der Mount Auburn Cemetery ist der größte Friedhof in Watertown und erstreckt sich bis in den Osten Cambridges. Der Friedhof wurde 2003 als National Historic Landmark in das National Register of Historic Places aufgenommen und übernahm damit die Vorreiterrolle der Friedhöfe aus dem 19. Jahrhundert.

## Geschichte

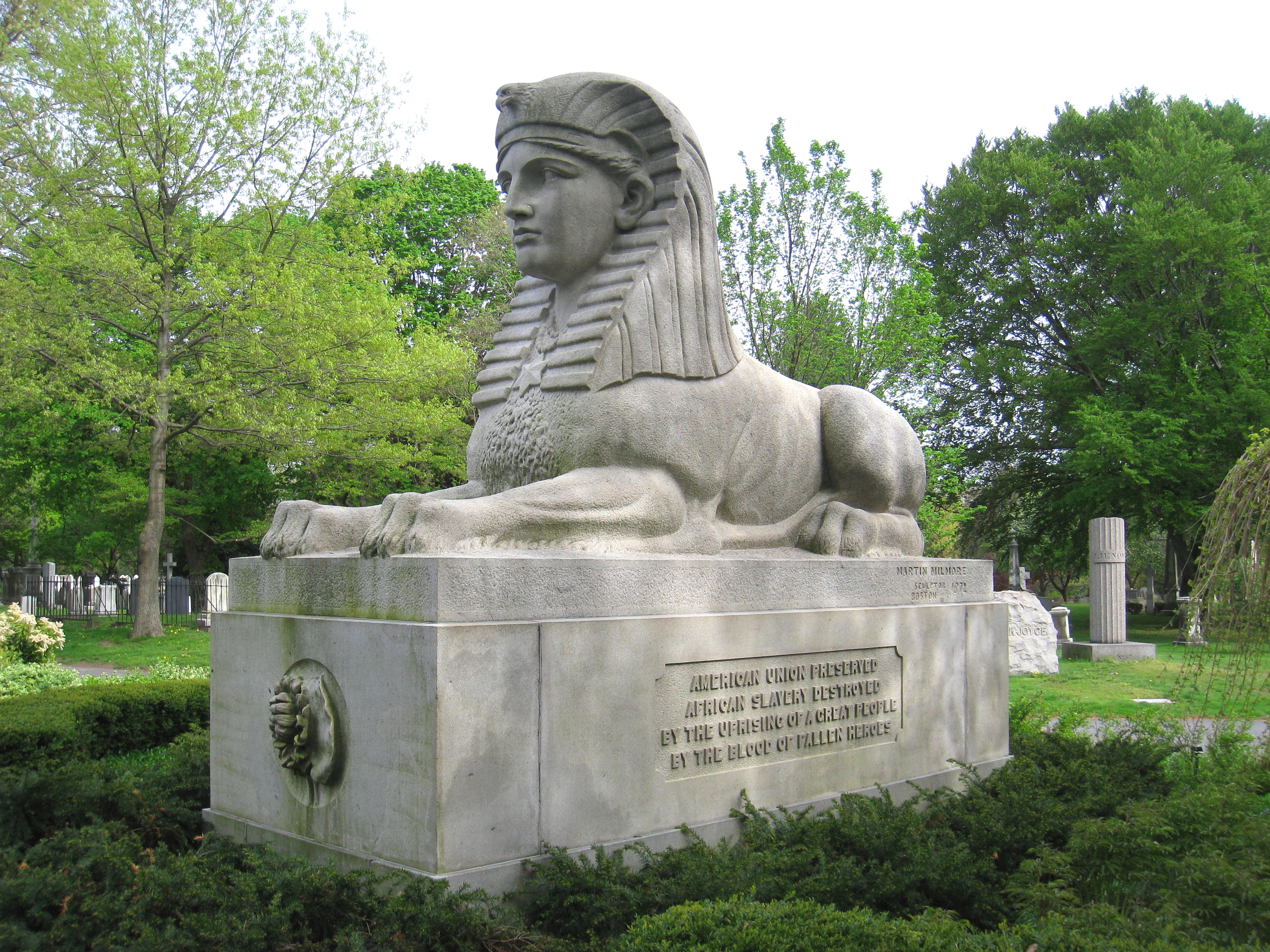
Dieser Sphinx wurde 1872 von Martin Milmore (1844–1883) geschaffen

Das Grundstück des späteren Mount Auburn Cemetery hieß zunächst Stone’s Farm, wurde von den Einheimischen aber auch Sweet Auburn (nach dem Gedicht The Deserted Village von Oliver Goldsmith 1770) genannt. Die Gründer des Friedhofes, Henry Alexander Scammell Dearborn, Alexander Wadsworth und Jacob Bigelow, wurden vom Cimetière du Père-Lachaise in der französischen Hauptstadt Paris inspiriert. Der Mount Auburn Cemetery gilt auch als ein loses Vorbild für den Abney Park Cemetery in London.
Jacob Bigelow kam 1825 schon auf die Idee, einen ländlichen Friedhof zu errichten, obwohl erst fünf Jahre später das Land zwischen Cambridge und Watertown als Friedhofsgelände erworben wurde. Der Arzt Bigelow war besorgt über die unhygienische Bestattungen der Kirchen damals. Mithilfe der Massachusetts Horticultural Society wurde das Land für 6.000 $ gekauft, später dann von 69 Hektar auf 170 Hektar erweitert. Das Haupteingangstor wurde im ägyptischen Stil für 10.000 $ gebaut, was äquivalent zu 249.818.60 $ im Jahr 2015 ist. Joseph Story, dem ersten Präsidenten des Mount Auburn Cemetery, wurde der Friedhof 1831 gewidmet.
Der Mount Auburn Cemetery wird als einer der ersten Parks und Gärten dieser Bewegung angesehen. Er war damals der größte ländliche und bewaldete Friedhof der Welt und der erste dieser Art in den Vereinigten Staaten. Heutzutage ist der Friedhof immer noch als ruhiger Friedhof bekannt. Viele der traditionellen Figuren stammen aus den 1830er Jahren, darunter die Symbole des glückseligen Schlafs und Mohnblumen. Der Friedhof erfreut sich einer hohen Besucherzahl, weshalb er im Gegensatz zu anderen Friedhöfen auch an Sonn- und Feiertagen geöffnet ist. In den 1840er Jahren war der Mount Auburn Cemetery eines der beliebtesten Reiseziele der Region, neben den Niagarafällen und dem Landsitz Mount Vernon. 1848 besuchten den Friedhof etwa 60.000 Menschen.